# Dazdarevo
Dazdarevo je naselje v občini Bijeljina, Bosna in Hercegovina. 

## Deli naselja
Dazdarevo, Dopolica in Gumništa.

## Prebivalstvo
| Pregled števila prebivalcev po letih | Pregled števila prebivalcev po letih | Pregled števila prebivalcev po letih | Pregled števila prebivalcev po letih | Pregled števila prebivalcev po letih | Pregled števila prebivalcev po letih |
| ------------------------------------ | ------------------------------------ | ------------------------------------ | ------------------------------------ | ------------------------------------ | ------------------------------------ |
| 1948                                 | 1953                                 | 1961                                 | 1971                                 | 1981                                 | 1991                                 |
| -                                    | -                                    | -                                    | 549                                  | 482                                  | 435                                  |

| Narodna sestava prebivalstva po letih                                                                                      | Narodna sestava prebivalstva po letih                                                                                        | Narodna sestava prebivalstva po letih                                                                                      |
| --- | --- | --- |
| 1971 | 1981 | 1991 |
| . skupaj: 549 Srbi 548 (99,81 %) Hrvati 0 (0,00 %) Muslimani 0 (0,00 %) Jugoslovani 0 (0,00 %) drugi in neznano 1 (0,18 %) | . skupaj: 482 Srbi 397 (82,36 %) Hrvati 0 (0,00 %) Muslimani 0 (0,00 %) Jugoslovani 84 (17,42 %) drugi in neznano 1 (0,20 %) | . skupaj: 435 Srbi 429 (98,62 %) Hrvati 0 (0,00 %) Muslimani 0 (0,00 %) Jugoslovani 1 (0,22 %) drugi in neznano 5 (1,14 %) |